# 選挙権
選挙権（せんきょけん、英語: Suffrage）とは、政治における参政権の一種であり、国や地域での選挙に参加できる資格またはその地位を指す。これは選挙において投票する権利（投票権）のみならず、選挙人名簿への登録や選挙の公示を受ける権利や、議員定数に著しい不均衡が生じた際に選挙人がその是正のための立法措置を求める権利なども含まれる。
広義では、被選挙権を含める場合がある。
現代においては国民主権の原則から、国民は主権者としての主権行使の一環として選挙に参加できるとする選挙権権利説（せんきょけんけんりせつ）が有力であるが、古くは選挙人団（選挙人の集団）の一員としての公務の一環として選挙に参加する選挙権公務説（せんきょけんこうむせつ）も有力であった。前者の解釈をとった場合には、全ての国民は主権者としてそれぞれが平等の権利を保つために普通選挙が原則となるが、後者の解釈では公務を執行するに相応しいと認定された者にのみ、選挙権の付与を限定しても良いとする制限選挙の肯定を導き出すことも可能であった。
その選挙の立候補者であっても、選挙権を有しているために他の候補者に投票することは一応可能である（例外はある）。選挙権を有している者のことを有権者とも呼ぶ。

## 選挙権の歴史

### 日本
日本においては、1889年に大日本帝国憲法及び衆議院議員選挙法が公布され、直接国税15円以上納める25歳以上の男子に選挙権が与えられた。第2次山縣内閣の時（1900年）に直接国税10円以上を納める25歳以上の男子に緩和され、さらに原内閣の時（1919年）に直接国税3円以上を納める25歳以上の男子に再び緩和された。その後1925年に第2次護憲運動がおこり、普選断交を掲げて衆議院選挙に勝利した加藤高明内閣によって25歳以上の男子全員に選挙権が与えられた。
ただし、第二次世界大戦終戦前までは、女性や破産者、貧困により扶助を受けている者（例外として、軍事扶助法による扶助がある）、住居のない者、6年以上の懲役・禁錮に処せられた者、華族当主、現役軍人、応召軍人には選挙権は与えられていなかった。
終戦後の1946年に日本国憲法が公布され、これを受けて新たに制定された公職選挙法で20歳以上の男女と定められた。以来、選挙権は長らく20歳以上であったが、後述する公職選挙法の改正(2015年6月17日成立　同年同月19日に公布後、翌年6月19日施行)で「満18歳以上の男女」に変更されて18歳選挙権が認められるようになった。

## ドメイン投票制度導入論
日本のような既に高齢者有権者数が「20〜35歳未満の有権者数」の比率が3倍以上と圧倒的多数では少子高齢化対策・「現役子育て世代を向いた政治」を民主主義体制下では政治家がしにくいため、選挙権付与年齢未満の未成年国民の数だけ選挙権を現役子育て中の親に追加付与する「ドメイン投票制度」構想がある。

## 各国の選挙権年齢

選挙なし
25歳
21歳
20歳
19歳
18歳
17歳
16歳
不明/データなし

選挙権年齢のデータがある192の国・地域のうち、170の国・地域が選挙権年齢が18歳以上となっている。

### 世界各国、地域の選挙権年齢
世界、地域における選挙権年齢（2020年7月現在）
- 16歳 -  オーストリア・ キューバ・ キルギス・ ニカラグア・ ブラジル・ アルゼンチン[6]
- 17歳 -  インドネシア・ 北朝鮮・ スーダン・ 東ティモール
- 18歳 -  アイスランド・ アイルランド・ アゼルバイジャン・ アフガニスタン・ アメリカ☆[注 3]・ アルジェリア・ アルバニア・ アルメニア・ アンゴラ・ アンティグア・バーブーダ・ アンドラ・ イエメン・ イギリス☆[注 4]・ イスラエル・ イタリア☆[注 5]・ イラク・ イラン・ インド・ ウガンダ・ ウクライナ・ ウズベキスタン・ ウルグアイ・ エクアドル・ エジプト・ エストニア・ エチオピア・ エリトリア・ エルサルバドル・ オーストラリア・ オランダ・ ガーナ・ カーボベルデ・ ガイアナ・ カザフスタン・ カナダ☆[注 6]・ カメルーン・ ガンビア・ カンボジア・ ギニア・ ギニアビサウ・ キプロス・ ギリシャ・ キルギス・ グアテマラ・ グレナダ・ クロアチア・ ケニア・ コスタリカ・ コモロ・ コロンビア・ コンゴ民主共和国・ サントメ・プリンシペ・ ザンビア・ サンマリノ・ シエラレオネ・ ジブチ・ ジャマイカ・ ジョージア・ シリア・ ジンバブエ・ スイス・ スウェーデン・ スペイン・ スリナム・ スリランカ・ スロバキア・ スロベニア・ エスワティニ・ セーシェル・ 赤道ギニア・ セネガル・ セルビア・ セントクリストファー・ネイビス・ セントビンセント・グレナディーン・ セントルシア・ ソロモン諸島・ タイ・ タジキスタン・ タンザニア・ チェコ・ チャド・ 中央アフリカ・ 中国・ チリ・ ツバル・ デンマーク・ トーゴ・ ドイツ☆[注 7]・ ドミニカ共和国・ ドミニカ共和国・ トリニダード・トバゴ・ トルクメニスタン・ トルコ・ ナイジェリア・ ナミビア・ ニジェール・ 日本☆[注 8]・ ニュージーランド・ ネパール・ ノルウェー・ ハイチ・ パナマ・ バヌアツ・ バハマ・ パプアニューギニア・ パラオ・ パラグアイ・ バルバドス・ パレスチナ・ ハンガリー・ バングラデシュ・ ブータン・ フィリピン・ フィンランド・ フランス☆[注 9]・ ブルガリア・ ブルキナファソ・ ブルンジ・ ベトナム・ ベナン・ ベネズエラ・ ベラルーシ・ ベリーズ・ ペルー・ ベルギー・ ポーランド・ ボスニア・ヘルツェゴビナ・ ボツワナ・ ボリビア・ ポルトガル・ 香港・ ホンジュラス・ マーシャル諸島・ マケドニア・ マダガスカル・ マラウイ・ マリ共和国・ マルタ・ ミクロネシア・ 南アフリカ・ ミャンマー・ メキシコ・ モーリシャス・ モーリタニア・ モザンビーク・ モナコ・ モンゴル・ モンテネグロ・ ヨルダン・ ラオス・ ラトビア・ リトアニア・ リビア・ リベリア・ ルーマニア・ ルクセンブルク・ ルワンダ・ レソト・ ロシア☆[注 10]・ 韓国[注 11]
- 20歳 -  台湾・ チュニジア・ ナウル・ バーレーン・ モロッコ・ リヒテンシュタイン
- 21歳 -  オマーン・ ガボン・ クウェート・ コートジボワール・ サモア・ シンガポール・ トンガ・ パキスタン・ フィジー・ マレーシア・ モルディブ・ レバノン
- 25歳 -  アラブ首長国連邦

（☆のあるものはサミット参加国、太字はOECD参加国）
2007年6月にオーストリアが国政レベルの選挙権年齢を18歳から16歳に引き下げており、ドイツのように一部の州が地方選挙の選挙権年齢を先行的に16歳としている例もある。イギリスやドイツでは16歳への引き下げが議論されている。また韓国は選挙年齢を20歳から18歳に引き下げる段階的措置として、2005年6月に19歳に引き下げた。日本では2015年6月に18歳選挙権を認める改正公職選挙法が成立し、2016年6月19日に施行されたことにより、不在者投票・期日前投票を含めれば第24回参議院議員通常選挙（公示日:6月22日・投票日:7月10日）の公示日翌日から18歳・19歳選挙権が行使できるようになった（投票日では6月26日告示日・7月3日投票日の福岡県うきは市長選挙が参院選より1週間早く、初の18歳・19歳選挙権となった）。

## 欠格事由

### 日本
日本では例外的に選挙権を有しない者については、公職選挙法第11条1項・第252条、政治資金規正法第28条、電磁記録投票法第17条に規定がある。
- 禁錮以上の刑に処せられその執行を終わるまでの者
- 禁錮以上の刑に処せられその執行を受けることがなくなるまでの者（刑の執行猶予中の者を除く）
  - 具体的には、以下の何れも成立してない者
    1. 仮釈放後の残刑期期間満了
    2. 刑の時効
    3. 恩赦による刑の執行免除
- 公職[注 12]にある間に犯した収賄罪または斡旋利得罪により刑期満了になっていない者
- 公職[注 12]にある間に犯した収賄罪または斡旋利得罪の実刑満了から5年間を経過しない者
- 選挙に関する犯罪[注 13]により禁錮以上の刑に処せられ、刑が執行猶予中の者
- 選挙に関する犯罪[注 13]により実刑終了から5年間を経過しない者
- 政治資金規正法に定める犯罪[注 14]により禁錮以上の刑に処せられ、刑が執行猶予中[注 15]の者
- 政治資金規正法に定める犯罪[注 14]により実刑満了から一定期間[注 16]を経過しない者

### 精神疾患
イギリスでは、かつてコモン・ローの下で知的障害者及び心神喪失者には選挙権が認められなかったが、2006年の選挙管理法73条でこれらの選挙権の欠格条項は全廃された。
フランスでは、かつて成年被後見人は欠格条項とされていたが、2007年の法改正では後見措置を受けたり更新したりする場合に裁判所の判事が選挙権の維持・停止を判断することとなった。
カナダでは、かつて選挙法で「精神疾患により行動の自由を制限されている者又は自己財産の管理を禁じられている者」が欠格要件となっていたが1993年に欠格条項は削除されている。
オーストリアでは、1971年国民議会選挙法で行為能力を剥奪された者は選挙権を有しないと規定されていたが、1984年の代弁人制度導入により代弁人を付された者が欠格事由となっていた。しかし、1987年に憲法裁判所が欠格条項を憲法違反としたため1988年に削除された。
オーストラリアでは、1918年連邦選挙法で「精神疾患の状態にある者」が欠格要件とされていたが、1983年の法改正を経て、1989年の法改正で医師の証明書を添えることで異議を申し立てることができるようになった。
日本でも2013年（平成25年）までは、成年被後見人も欠格者であったが、同年3月に東京地方裁判所で違憲判決が出されたことを受け、同年5月に改正公職選挙法が成立し、2013年（平成25年）7月1日から選挙権を回復した。

### 受刑者・仮釈放者
アメリカでは、メーン州とバーモント州を除く全ての州が収監中の重罪犯の投票を禁じているが、大半の州は釈放後あるいは保護観察中に選挙権を回復させている。フロリダを含む少数の州は、元重罪犯が選挙権を回復するまでに追加の待機時間や措置を義務付けており、貧困層やアフリカ系住民が狙い撃ちされていると指摘する声が上がっていた。

### 破産者
かつて、破産やその前身制度の身代限、家資分散の手続き中の者は、以下の規定により議員の選挙権を有しないものとされた。
- 衆議院：衆議院議員選挙法(明治22年法律第3号)14条2号、同法(明治33年法律第73号による全部改正後)11条第2号、同法(大正14年法律第47号による全部改正後)6条2号。
- 府県会：府県会規則(明治11年太政官布告第18号・明治13年太政官布告第15号)13条3款及び14条但書、府県制(明治32年法律第64号による全部改正後)6条[注 17]。
- 北海道会：北海道会法(明治34年法律第2号)5条2号、同法(大正15年法律第76号による一部改正後)3条1項但書2号。
- 東京都議会：東京都制(昭和18年法律第89号)6条1項但書2号及び13条但書。
- 東京都の区会：東京都制6条1項但書2号及び145条但書。
- 市会：市制(明治21年法律第1号)9条2項及び12条1項但書、同(明治44年法律第68号による全部改正後)11条2項及び14条1項但書、同(大正15年法律74号による一部改正後)9条1項但書2号及び14条1項但書。
- 町村会：町村制(明治21年法律第1号)9条2項及び12条1項但書、同(明治44年法律第69号による全部改正後)9条2項但書及び12条1項但書、同(大正15年法律第75号による一部改正後)7条1項但書2号及び12条1項但書。

しかし、これらの議員の欠格条項はいずれも、以下のとおり戦後まもなく削除された。
- 衆議院：衆議院議員選挙法の一部を改正する法律(昭和22年法律第43号)により削除。
- 府県会及び北海道会：(下記の市町村会議員の選挙権変更による[注 18])
- 東京都議会及び東京都の区会：東京都制の一部を改正する法律(昭和21年法律第26号)により削除。
- 市会：市制の一部を改正する法律(昭和21年法律第28号)により削除。
- 町村会：町村制の一部を改正する法律(昭和21年法律第29号)により削除